# Kirche der Vereinigten Brüder in Christo
Die Kirche der Vereinigten Brüder in Christo (englisch: Church of the United Brethren in Christ) ist eine christliche Kirche mit bischöflicher Kirchenverfassung, arminianischer Theologie und Wurzeln in den deutschsprachigen mennonitischen und reformierten Gemeinden im Pennsylvania des 18. Jahrhunderts. Sie wurde 1789 von Martin Boehm und Philipp Wilhelm Otterbein gegründet, und 1800 wurden an der ersten Jahreskonferenz der Kirche die beiden als erste Bischöfe eingesetzt.

## Geschichte
Um 1768 kam es zu einer folgenreichen Begegnung des reformierten Pfarrer Philipp Wilhelm Otterbein (1726–1813) mit dem mennonitischen Prediger Martin Boehm (1725–1812). Boehm predigte in der Scheune von Isaac Long in Lancaster, und Otterbein als Zuhörer entdeckte dabei eine brüderliche Verbundenheit und drückte sie ihm gegenüber aus. Das war der Beginn einer engen Zusammenarbeit und Freundschaft, die sie jedoch von ihren jeweiligen Herkunftskonfessionen entfremdeten. Während Boehm von der mennonitischen Kirche ausgeschlossen wurde, blieb Otterbein reformierter Pfarrer, schloss sich aber innerlich eng an die neu entstehende Bischöfliche Methodistenkirche an. Er gründete Gebetsversammlungen, und mit dem jungen methodistischen Prediger Francis Asbury führte er zweisprachige evangelistische Versammlungen durch. Er war 1784 auch an der Weihnachtskonferenz in der Lovely Lane−Kapelle in Baltimore zur Gründung dieser Kirche und an der Wahl und Einführung des ersten methodistischen Bischofs Francis Asbury, seines Freundes, beteiligt.
Boehm und Otterbein bildeten zusammen ab 1789 die Kirche der Vereinigten Brüder in Christo. Elf Jahre später, am 29. September 1800, wurden die beiden an der ersten Jahreskonferenz zu Bischöfen dieser neuen Kirche bestimmt.
Am 2. Oktober 1813, an der Jahreskonferenz der Kirche der Vereinigten Brüder in Christo für Ohio, Pennsylvania und Kentucky, bat Otterbein um mehr Pastoren. Durch William Ryland, einen methodistischen Ältesten, wurden drei junge Pastoren ordiniert; und nur wenige Wochen darauf starb Otterbein am 17. November 1813.
1889 kam es zu einer Spaltung zwischen einer liberalen Mehrheit und einer konservativen Minderheit. Die Mehrheitsfraktion schloss sich 1946 mit der methodistischen Evangelischen Gemeinschaft zur Evangelischen Vereinigten Brüderkirche zusammen, die sich ihrerseits 1968 mit der Bischöflichen Methodistenkirche zur Evangelisch-methodistischen Kirche vereinigte.
Die Minderheitsfraktion existiert bis heute als eine eigenständige Konfession, die in fünfzehn Ländern etwa 550 Gemeinden mit 47.300 Mitgliedern hat.

### Geschichte in Deutschland
Ab 1850 war im deutschen Stuttgart Johann Conrad Link für die Evangelische Gemeinschaft, die ursprünglich in Amerika United Brethren Church hieß, tätig. Das Wirken von Christan Bischoff (1829–1885) ließ die Kirche der Vereinigten Brüder in Christo in Oberfranken, Thüringen und Westpreußen als eigenständiger deutscher Zweig um 1869 entstehen. 1905 schlossen sich diese Kirchgemeinden der deutschen Methodistenkirche an.